# Fatal Fury Special
Fatal Fury Special (餓狼伝説SPECIAL?, Garō Densetsu Special) è un videogioco di tipo picchiaduro a incontri sviluppato e pubblicato nel 1993 dalla SNK Playmore.
Fatal Fury Special è una versione migliorata di Fatal Fury 2, seguendo il modello già sperimentato con Street Fighter II: Champions Edition pubblicato l'anno precedente da Capcom.
La critica tende a considerarlo uno dei migliori titoli appartenenti alla serie Fatal Fury.

## Modalità di gioco
Fatal Fury Special è un clone di Fatal Fury 2 con poche ma importantissime migliorie:
- è stato implementato un sistema di combo di colpi molto efficace, elemento che ha poi caratterizzato tutti i successivi capitoli della saga;
- i colpi sono stati depotenziati, e quindi sono necessari più colpi per abbattere l'avversario;
- il gioco è più veloce rispetto a Fatal Fury 2;
- è possibile selezionare il lottatore tra 15 differenti personaggi, e per ciascuno di essi è presente un clone con colori differenti; sono ora selezionabili anche i quattro boss di Fatal Fury 2, nonché tre personaggi ripescati da Fatal Fury e riadattati graficamente, ovvero Tung Fu Rue, Duck King e Geese Howard.

Il gioco è molto lungo in quanto per terminarlo è necessario sconfiggere tutti e quindici i personaggi selezionabili, compreso il clone del proprio personaggio.
Se si vincono tutte le sfide senza mai perdere un round (è possibile perdere un incontro e poi continuare con un nuovo credito) si accederà ad un ulteriore incontro, un Dream Match dove il giocatore affronterà Ryo Sakazaki di Art of Fighting: è il primo riferimento all'incrociarsi delle trame dei due videogiochi, dove le vicende narrate in Art of Fighting precedono quelle di Fatal Fury.
Se si termina il gioco senza mai continuare con nuovi crediti si vedrà un finale speciale che coinvolge tutti i personaggi del gioco.

## Personaggi

### Utilizzabili
- Terry Bogard
- Andy Bogard
- Joe Higashi
- Mai Shiranui
- Jubei Yamada
- Cheng Sinzan
- Kim Kaphwan
- Big Bear
- Billy Kane
- Axel Hawk
- Laurence Blood
- Wolfgang Krauser
- Geese Howard
- Duck King
- Tung Fu Rue

### Nascosti
- Ryo Sakazaki[1]

## Colonna sonora
Il 21 ottobre 1993 la Pony Canyon pubblicò un'edizione limitata della colonna sonora del gioco dal titolo Garou Densetsu Special.